# 米德蘭主線
米德蘭主線（英語：Midland Main Line）是英國的一條主要鐵路路線之一，起於倫敦，終於謝菲爾德。英國國營鐵路公司將該線稱為19號線。米德蘭主線上的特快客運服務由東米德蘭列車提供。米德蘭主線修建於1830年代至1870年代之間，最初的路段於1839年6月4日通車。1848年，米德蘭主線這一稱號首次出現。
本線聖潘克拉斯至科比段已電氣化。本線自貝德福德以南的路段為泰晤士連線網絡的一部分，並設有半特快列車服務前往布萊頓，和其他市郊列車服務。本線北部、位於德比至切斯特菲爾德之間的路段亦是縱貫鐵路線的一部分。本線由諾丁漢至利茲（經巴恩斯利）和謝菲爾德一段則由東米德蘭列車和北方列車共同提供客運服務。
本線正進行大型升級工程，包括增設數碼信號系統及倫敦至謝菲爾德段全面電氣化。

## 歷史

### 米德蘭郡鐵路早期歷史
本線於 1830 年代至 1870 年代分階段建成。最早的路段位於諾丁漢和德比之間，於 1839 年 6 月 4 日由米德蘭郡鐵路開通。 1840 年 5 月 5 日，從特倫特交匯處到萊斯特的路段開通。
1840 年 7 月 1 日，經切斯特菲爾德、羅瑟勒姆馬斯伯勒（Masborough）、斯溫頓（Swinton）和諾曼頓連接到利茲亨斯萊特里的北米德蘭鐵路於德比匯入本線。
1844 年 5 月 10 日，北米德蘭鐵路、米德蘭郡鐵路以及伯明翰和德比樞紐鐵路合併成米德蘭鐵路。

### 米德蘭主線向南延伸
最初，由於米德蘭鐵路沒有自己興建通往倫敦的鐵路，它依靠位於拉格比的交匯處，透過倫敦和伯明翰鐵路線進入首都倫敦的尤斯頓車站。1850 年代，拉格比的交匯處變得嚴重擁堵。米德蘭鐵路僱用托馬斯·布拉西 (Thomas Brassey) 修建了一條從萊斯特經凱特林、韋靈伯勒和貝德福德到希欽的新路線，讓米德蘭鐵路列車能夠於希欽經大北方鐵路到達倫敦。 由於克里米亞戰爭導致勞動力和資金短缺，米德蘭鐵路公司只有 90 萬英鎊（相當於 2021 年的 9134 萬英鎊）[8] 可用於建設，當時鐵路的建設費為每英里約 15,000 英鎊。 為了降低建設成本，鐵路沿用了自然輪廓，形成了許多彎道和坡度。需要七座橋樑、一條隧道和兩處深達60 英尺的路塹。在萊斯特至凱特林之間的兩處路段、以及貝德福德以北一處路段，超過 3 英里的鐵路需要從南方以 119 分之一的坡度爬升到海拔 340 英尺（100 米）的地方。這條路線於 1857 年 4 月 15 日開通運煤，5 月 4 日開通貨運，5 月 8 日開通客運。 萊斯特和貝德福德之間的路段至今仍然是本線的一部分。
雖然這減輕了通過拉格比的路線的一些壓力，但大北方鐵路堅持要前往倫敦的乘客在希欽下車，在短時間內購買車票，並改乘大北方鐵路的火車完成他們的旅程。詹姆斯·奧爾波特 (James Allport) 與大北方鐵路簽訂了一份為期七年的協議，以每年 20,000 英鎊（相當於 2021 年的 2,030,000 英鎊）的價格讓米德蘭鐵路的列車得以進入倫敦國王十字車站。[8] 1858 年 2 月，米德蘭鐵路開通了直通倫敦的服務。
這條線路在希欽遇到了與之前通過拉格比的路線類似的容量問題，因此從貝德福德經盧頓到聖潘克拉斯車站 的新線路於 1868 年 10 月 1 日開通。該段鐵路耗資達 900 萬英鎊（相當於 2021 年的 8.61 億英鎊）。
隨著交通的增加，米德蘭鐵路於 1885 年 6 月 26 日在馬基特哈伯勒火車站以北開闢了一條新的路線改道，以拆除拉格比和史丹佛鐵路的平交道口。

### 最北的路段
1870 年，米德蘭鐵路開闢了一條從切斯特菲爾德到羅瑟勒姆的新路線，該路線通過布拉德威隧道抵達謝菲爾德。
1870 年代中期，本線向北延伸至約克郡谷地和伊甸（Eden）河谷，現在該段鐵路被稱為塞特爾-卡萊爾鐵路。
在比欽大斧前，本線鐵路可向北經巴克斯頓通往曼徹斯特。該路線曾是西海岸主線的替代及競爭路線，並曾設有曼徹斯特 - 倫敦的快速列車服務。

### 國有化及私有化時代
從 1958 年 4 月 14 日起，大多數來往萊斯特和諾丁漢的短途客運列車改由柴油機車牽引，兩個城市之間的列車運行時間約為 51 分鐘。
當大中央主線於 1966 年關閉時，本線成為倫敦與東米德蘭茲和南約克郡部分地區之間唯一的直接鐵路主線。
西海岸主線於1966年電氣化後，以較短的車程取代了本線成為來往倫敦和曼徹斯特的主要路線。1968年6月，曼徹斯特、巴克斯頓、馬特洛克及米德蘭交匯處鐵路（曾屬本線的一部分）巴克斯頓至馬特洛克段更因比欽大斧而關閉，巴克斯頓車站（米德蘭主線）則於1967年已關閉。因此行經本線的倫敦-曼徹斯特列車全數終止服務。
1977 年，議會國有化工業特別委員會建議政府考慮對更多的英國鐵路線進行電氣化，到 1979 年，英國鐵路提出了一系列選項，其中包括到 2000 年使本線倫敦到約克郡段電氣化。 到 1983 年，本線沼澤門到貝德福德段實現了電氣化，但繼續電氣化到諾丁漢和謝菲爾德的提議沒有得到實施。
1983 年 5 月，本線萊斯特段更換信號系統後，高速列車的引入使快線的最高速度從每小時 140 公里/小時提高到每小時 180 公里/小時。
英國鐵路網公司為縱貫鐵路升級工程提供資金。該工程於2001-2003年進行，完成後使本線德比至謝菲爾德段最高速度從每小時 160 公里/小時提升到 180 公里/小時。
2009 年 1 月，一個名為東米德蘭泊車道的新車站在拉夫堡和特倫特交匯處開通，作為郊區旅客前往東米德蘭各城市時的停車換乘站，並為附近的東米德蘭機場提供服務。 
2021年1月，本線電氣化路段北延至科比的工程完成 。

## 營運方

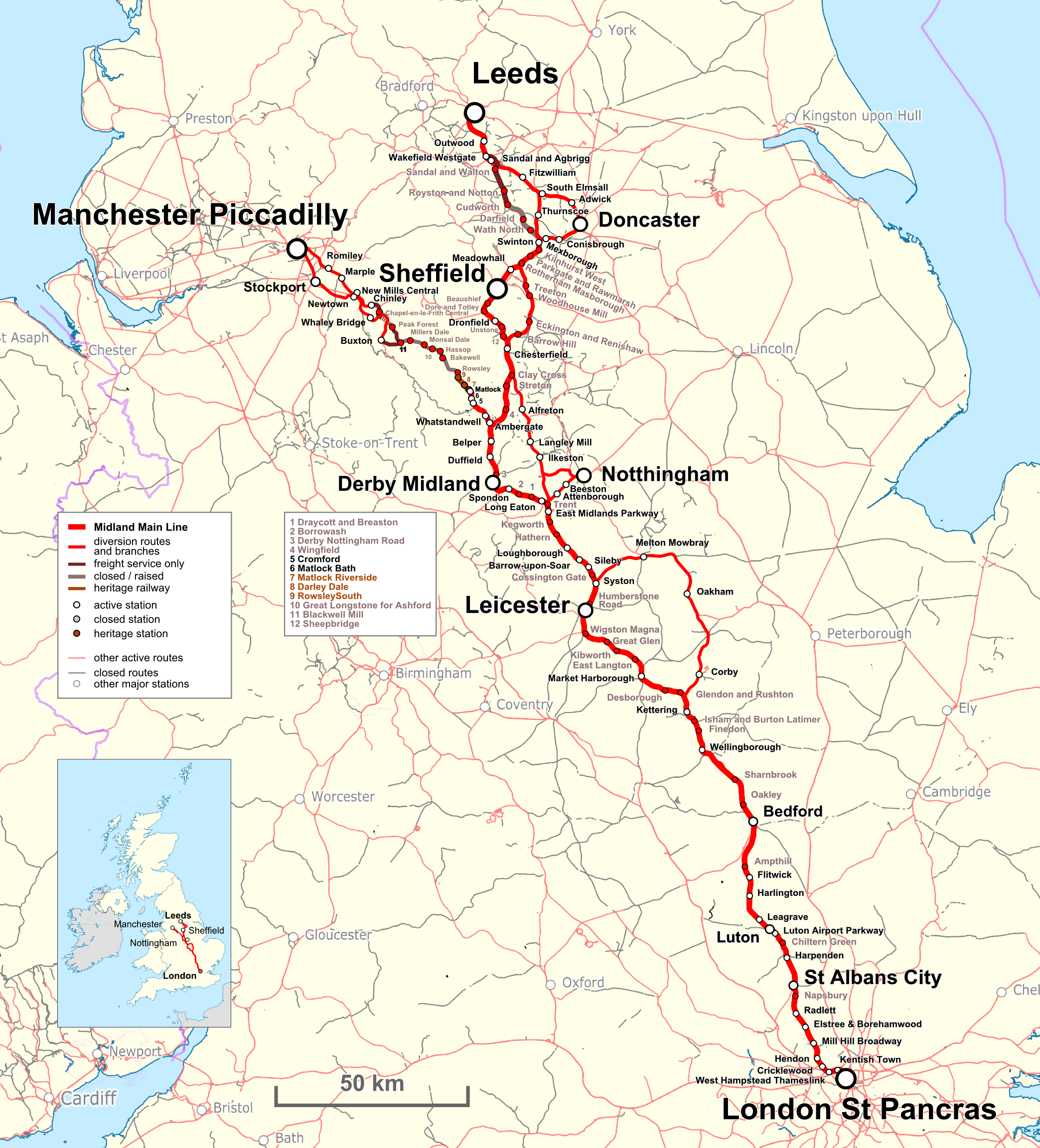
米德蘭主線地理位置圖
圖示:
粗線為主線部分
幼線為平行線或支線
紅線為營運中路段
深褐線為貨運路線
淺褐線為遺產鐵路線（只有遺產列車行走）
灰色線為廢線路段

### 東米德蘭列車（EMR）
東米德蘭列車是本線主要的列車營運方，並於平日非繁忙時間設下列列車服務：
- EMR城際：每小時四班列車來往倫敦聖潘克拉斯和諾丁漢 / 謝菲爾德
- EMR連繫：每小時兩班通勤列車來往倫敦聖潘克拉斯和科比[20]。

### 泰晤士連線
泰晤士連線於本線貝德福德以南路段提供頻密、24小時的通勤列車服務，並使用8卡及12卡的英國鐵路700型電聯車。列車的目的地包括倫敦橋、蓋特威克機場、布萊頓和瑟頓。

### 其他營運方
縱貫鐵路於本線提供下列列車服務：
- 每小時兩班來往德比和謝菲爾德
- 每小時一班來往諾丁漢和伯明翰新街
- 每小時一班來往諾丁漢和卡地夫。

北方列車亦提供每小時1班來往利茲和諾丁漢（經巴恩斯利和埃爾弗萊頓）的列車服務。此外，奔寧特快亦有服務謝菲爾德地區。

## 路線描述
站名以粗體顯示的車站表示其客量較高。以下只列出主要車站。

### 倫敦至諾丁漢及謝菲爾德 (英國鐵路網第19號路線)
| 車站                                     | 村/鎮/市 及 郡                                  | 英國國家格網參考系統 | 啟用年份 | 無障礙通道 | 月台數目 | 2015/16年份客量 (百萬) | 支線及平行線                                                                                            |
| ---------------------------------------- | ----------------------------------------------- | -------------------- | -------- | ---------- | -------- | ---------------------- | --- |
| 聖潘克拉斯                               | 倫敦聖潘克拉斯                                  |                      | 1868     |            | 15       | ▲ 31.724               | 1號高速鐵路於該站以北分岐                                                                               |
| 肯蒂什鎮                                 | 倫敦肯蒂什鎮                                    |                      | 1868     |            | 4        | ▲ 2.844                | 福音橡至巴金線於該站以北分岐                                                                            |
| 西漢普斯特德泰晤士連線                   | 倫敦西漢普斯特德                                |                      | 1871     |            | 4        | ▲ 3.710                | |
| 克里克伍德                               | 倫敦克里克伍德                                  |                      | 1868     |            | 4        | ▼ 1.057                | 達丁山線（Dudding Hill Line）於該站以北分岐                                                             |
| 亨頓                                     | 倫敦亨頓                                        |                      | 1868     |            | 4        | ▼ 1.178                | 達丁山線於該站以南分岐                                                                                  |
| 磨坊山大道                               | 倫敦磨坊山                                      | 格網參考 TQ213918    | 1868     |            | 4        | ▼ 1.949                | |
| 埃爾斯特里及博勒姆伍德                   | 赫特福德郡博勒姆伍德                            |                      | 1868     |            | 4        | ▼ 3.382                | |
| 拉德雷特                                 | 赫特福德郡拉德雷特（Radlett）                   | 格網參考 TQ164998    | 1868     |            | 4        | ▼ 1.188                | |
| 聖奧爾本斯城                             | 赫特福德郡聖奧爾本斯                            | 格網參考 TL155070    | 1868     |            | 4        | ▼ 7.451                | |
| 哈彭登                                   | 赫特福德郡哈彭登                                | 格網參考 TL137142    | 1868     |            | 4        | ▲ 3.337                | |
| 盧頓機場泊車道                           | 貝德福德郡盧頓                                  | 格網參考 TL105205    | 1999     |            | 4        | ▲ 3.188                | |
| 盧頓                                     | 貝德福德郡盧頓                                  | 格網參考 TL092216    | 1868     |            | 5        | ▲ 3.626                | |
| 利格雷夫                                 | 貝德福德郡盧頓利格雷夫（Leagrave）              | 格網參考 TL061241    | 1868     |            | 4        | ▲ 1.915                | |
| 哈靈頓                                   | 貝德福德郡哈靈頓（Harlington）                  | 格網參考 TL034303    | 1868     |            | 4        | ▲ 0.336                | |
| 弗特威克                                 | 貝德福德郡弗特威克                              | 格網參考 TL034350    | 1870     |            | 4        | ▲ 1.480                | |
| 貝德福德                                 | 貝德福德郡貝德福德                              | 格網參考 TL041497    | 1859     |            | 5        | ▲ 3.830                | 馬斯頓谷線於該站以南分岐                                                                                |
| 韋靈伯勒                                 | 北安普敦郡韋靈伯勒                              | 格網參考 SP903681    | 1857     |            | 4        | ▲ 0.969                | |
| 凱特林                                   | 北安普敦郡凱特林                                | 格網參考 SP863780    | 1857     |            | 4        | ▲ 1.042                | 奧克姆–凱特林線於該站以北分岐                                                                           |
| 經科比的平行線                           |                                                 |                      |          |            |          |                        | |
| 科比                                     | 北安普敦郡科比                                  | 格網參考 SP891886    | 2009     |            | 1        | ▲ 0.278                | 奧克姆–凱特林線                                                                                         |
| 奧克姆                                   | 拉特蘭郡奧克姆                                  | 格網參考 SK856090    | 1848     |            | 2        | ▲ 0.213                | 伯明翰－彼得伯勒線                                                                                      |
| 梅爾頓莫布雷                             | 萊斯特郡梅爾頓莫布雷                            | 格網參考 SK752187    | 1848     |            | 2        | ▲ 0.266                | |
| 經馬基特哈伯勒的主線                     |                                                 |                      |          |            |          |                        | |
| 馬基特哈伯勒                             | 萊斯特郡馬基特哈伯勒                            | 格網參考 SP741874    | 1850     |            | 2        | ▲ 0.870                | |
| 萊斯特                                   | 萊斯特郡萊斯特                                  | 格網參考 SK593041    | 1840     |            | 4        | ▲ 5.247                | 伯明翰－彼得伯勒線於該站以南分岐                                                                        |
| 西斯頓                                   | 萊斯特郡西斯頓（Syston）                        | 格網參考 SK621111    | 1994     |            | 1        | ▲ 0.210                | 伯明翰－彼得伯勒線於該站以北分岐                                                                        |
| 西拉比                                   | 萊斯特郡西拉比（Sileby）                        | 格網參考 SK602151    | 1994     |            | 2        | ▲ 0.123                | |
| 索爾河畔巴羅                             | 萊斯特郡索爾河畔巴羅（Barrow-upon-Soar）        | 格網參考 SK577172    | 1994     |            | 2        | ▲ 0.098                | |
| 拉夫堡                                   | 萊斯特郡拉夫堡                                  | 格網參考 SK543204    | 1872     |            | 3        | ▼ 1.298                | |
| 東米德蘭茲泊車道                         | 諾丁漢郡索爾河畔拉特克利夫（Ratcliffe-on-Soar） | 格網參考 SK496296    | 2007     |            | 4        | ▲ 0.306                | 特倫特交匯處至克萊十字線（改道前路線，經德比）、諾丁漢支線和埃里沃什（Erewash）河谷線各自於該站以北分岐 |
| 經德比                                   |                                                 |                      |          |            |          |                        | |
| 朗伊頓                                   | 德比郡朗伊頓（Long Eaton）                      | 格網參考 SK481321    | 1888     |            | 2        | ▼ 0.660                | 該站以南設聯絡線通往諾丁漢支線                                                                          |
| 史邦頓                                   | 德比郡德比史邦頓（Spondon）                     | 格網參考 SK397351    | 1839     |            | 2        | ▼ 0.026                | |
| 德比                                     | 德比郡德比                                      | 格網參考 SK362355    | 1839     |            | 6        | ▲ 3.767                | 縱貫鐵路線及克魯至德比線於該站以南分岐                                                                  |
| 達菲爾德                                 | 德比郡達菲爾德（Duffield）                      | 格網參考 SK345435    | 1841     |            | 3        | ▲ 0.061                | |
| 貝柏                                     | 德比郡貝柏                                      | 格網參考 SK348475    | 1840     |            | 2        | ▲ 0.225                | |
| 琥珀門                                   | 德比郡琥珀門（Ambergate）                       | 格網參考 SK348516    | 1840     |            | 1        | ▼ 0.042                | 德文特河谷線於琥珀門交匯處分岐                                                                          |
| 經諾丁漢                                 |                                                 |                      |          |            |          |                        | |
| 阿滕伯勒                                 | 諾丁漢郡阿滕伯勒（Attenborough）                | 格網參考 SK518346    | 1856     |            | 2        | ▼ 0.112                | |
| 比斯頓                                   | 諾丁漢郡比斯頓（Beeston）                       | 格網參考 SK533362    | 1839     |            | 2        | ▼ 0.574                | |
| 諾丁漢                                   | 諾丁漢郡諾丁漢                                  | 格網參考 SK574392    | 1904     |            | 7        | ▲ 7.200                | 北行列車往蘭利磨坊站進行換向，其他列車則通過車站至羅賓漢線、諾丁漢 - 格蘭瑟姆線或諾丁漢 - 林肯線        |
| 經埃里沃什河谷（繞過或停靠諾丁漢）       |                                                 |                      |          |            |          |                        | |
| 伊爾克斯頓                               | 德比郡伊爾克斯頓                                |                      | 2017     |            | 2        |                        | |
| 蘭利磨坊                                 | 德比郡蘭利磨坊（Langley Mill）                  | 格網參考 SK449470    | 1847     |            | 2        | ▲ 0.116                | 埃里沃什河谷線及特倫特諾丁漢線於該站以南重新匯合                                                        |
| 埃爾弗萊頓                               | 德比郡埃爾弗萊頓                                | 格網參考 SK422561    | 1862     |            | 2        | ▲ 0.283                | |
| 克萊十字（Clay Cross）交匯處至利茲       |                                                 |                      |          |            |          |                        | |
| 切斯特菲爾德                             | 德比郡切斯特菲爾德                              | 格網參考 SK388714    | 1840     |            | 3        | ▲ 1.731                | 特倫特交匯處至克萊十字線（經德比）與埃里沃什河谷線於該站以南重匯                                        |
| 當菲爾德                                 | 德比郡當菲爾德（Dronfield）                     | 格網參考 SK354784    | 1981     |            | 2        | ▲ 0.200                | 合（Hope）谷線於該站以北分岐                                                                            |
| 謝菲爾德                                 | 南約克郡謝菲爾德                                | 格網參考 SK358869    | 1870     |            | 9        | ▲ 9.213                | 合谷線於該站以北分岐 謝菲爾德至林肯線於該站以北分岐                                                     |
| 梅多霍爾交匯處（Meadowhall Interchange） | 南約克郡謝菲爾德                                | 格網參考 SK390912    | 1990     |            | 4 NR     | ▼ 2.138                | 哈勒姆（Hallam）線及佩尼斯通（Penistone）線均自該站分岐                                                 |
| 經唐卡斯特                               |                                                 |                      |          |            |          |                        | |
| 唐卡斯特                                 | 南約克郡唐卡斯特                                | 格網參考 SE571032    | 1838     |            | 8        | ▲ 3.752                | 於唐卡斯特以南設聯絡線至東海岸主線                                                                      |
| 繞過唐卡斯特                             |                                                 |                      |          |            |          |                        | |
| 韋克菲爾德西路                           | 西約克郡韋克菲爾德                              | 格網參考 SE327207    | 1867     |            | 2        | ▲ 2.519                | 於韋克菲爾德西路以南設聯絡線至東海岸主線                                                                |
| 利茲                                     | 西約克郡利茲                                    | 格網參考 SE299331    | 1938     |            | 17       | ▲ 29.724               | 利茲城市線                                                                                              |